# William Denney
William du Hamel Denney, född 31 mars 1873 i Kent County, Delaware, död 21 november 1953 i New Castle County, Delaware, var en amerikansk republikansk politiker. Han var guvernör i delstaten Delaware 1921-1925.
Denney var verksam inom försäkringsbranschen. Han deltog i första världskriget i USA:s armé. Han gifte sig 1917 med Alice Godwin. Paret fick två barn: Alice och Anne.
Denney besegrade demokraten Andrew J. Lynch i guvernörsvalet 1920. Han efterträdde i januari 1921 John G. Townsend som guvernör. Han efterträddes 1925 av Robert P. Robinson.
Denney var anglikan och frimurare. Han gravsattes på Christ Episcopal Church Cemetery i Dover, Delaware.